# 김종도
김종도(1954년 ~ )는 대한민국의 기업인이다.

## 출신 학교
- 연세대학교 정치외교학과 학사

## 주요 경력
- 대우자동차(현 한국GM) 홍보실장
- GM대우(현 한국GM) 전무
- 한진해운 전무